# Duda Balje
Duda Balje est une femme politique kosovare d'ethnie bosniaque, née le 16 octobre 1977 à Prizren. Membre de la Coalition Vakat (en), elle est députée de l'Assemblée du Kosovo de 2001 à 2017,. Elle a notamment présidé la Commission des droits de l'homme, de l'égalité des genres, des personnes disparues et des pétitions.

## Vie personnelle
Balje détient une maîtrise ès sciences d'économie des affaires et un doctorat de gestion des ressources humaines.
Elle est mariée et mère de trois enfants.